# Monticello (Mississipi)
Monticello és una població dels Estats Units a l'estat de Mississipi. Segons el cens del 2000 tenia 1.726 habitants.

## Demografia
Segons el cens del 2000, Monticello tenia 1.726 habitants, 690 habitatges, i 451 famílies. La densitat de població era de 205,1 habitants per km².
Dels 690 habitatges en un 32,2% hi vivien nens de menys de 18 anys, en un 42,9% hi vivien parelles casades, en un 19% dones solteres, i en un 34,6% no eren unitats familiars. En el 32,9% dels habitatges hi vivien persones soles el 15,4% de les quals corresponia a persones de 65 anys o més que vivien soles. El nombre mitjà de persones vivint en cada habitatge era de 2,37 i el nombre mitjà de persones que vivien en cada família era de 3,01.
Per edats la població es repartia de la següent manera: un 27,5% tenia menys de 18 anys, un 8,7% entre 18 i 24, un 24,8% entre 25 i 44, un 20,8% de 45 a 60 i un 18,2% 65 anys o més.
L'edat mediana era de 37 anys. Per cada 100 dones de 18 o més anys hi havia 71,4 homes.
La renda mediana per habitatge era de 27.109 $ i la renda mediana per família de 40.063 $. Els homes tenien una renda mediana de 36.429 $ mentre que les dones 16.538 $. La renda per capita de la població era de 16.013 $. Entorn del 23,3% de les famílies i el 27,8% de la població estaven per davall del llindar de pobresa.

## Poblacions més properes
El següent diagrama mostra les poblacions més properes.